# Padise (commune)

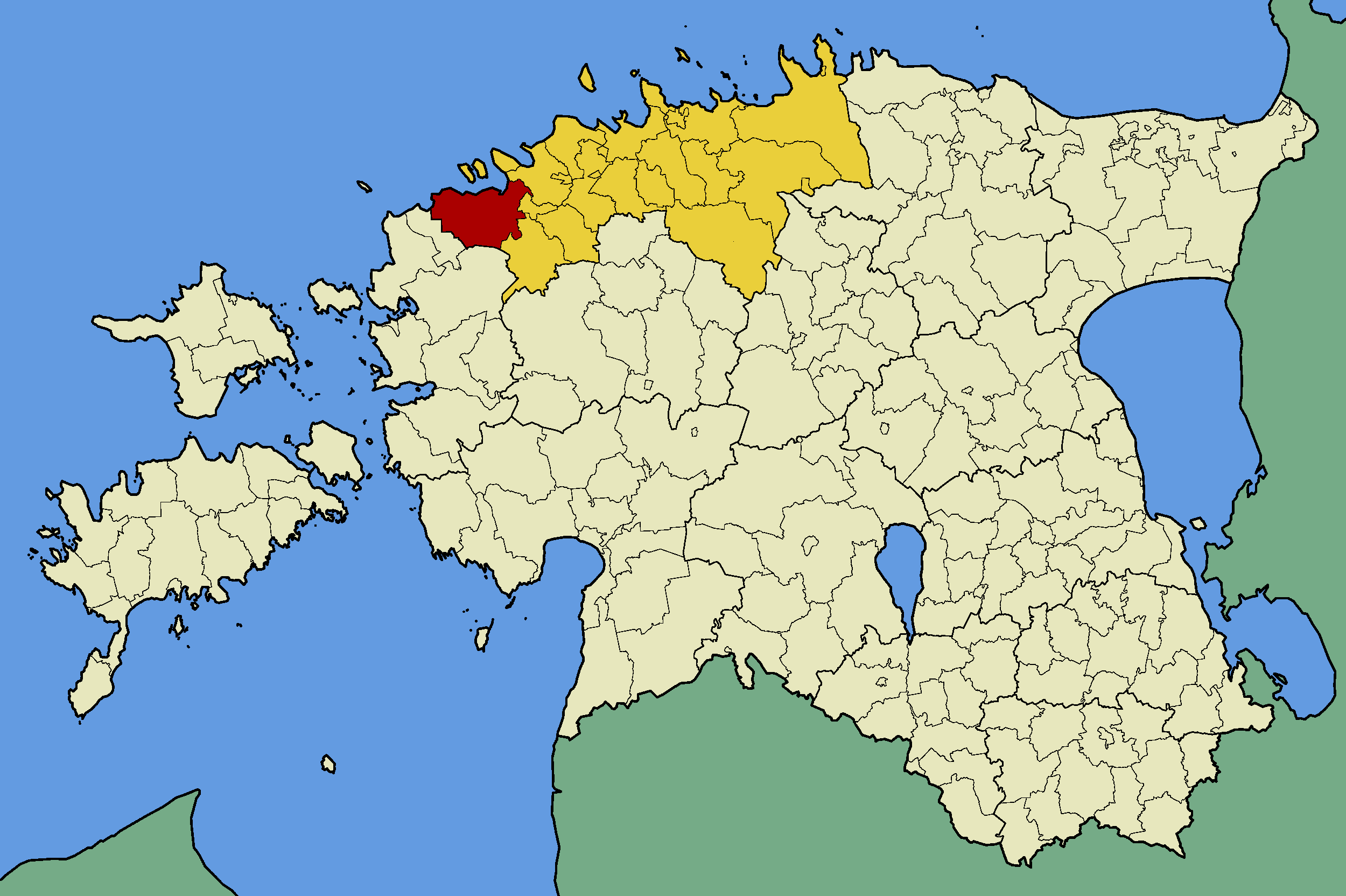
Commune de Padise (rouge)
dans le Harjumaa (jaune).

Padise (en estonien: Padise vald ; autrefois en allemand : Padis Kirchspiel, paroisse de Padis) est une commune rurale de la province d'Harju en Estonie. Elle s'étend sur 366,6 km2 et sa population s'élève à 1 679 habitants(01/01/2012). Son centre administratif est le village de Padise, à 47 km au sud-ouest de Tallinn.

## Municipalité
Outre le village de Padise , la municipalité comprend les villages et hameaux suivants: 
Alliklepa, Altküla , Änglema, Audeväjla, Harju-Risti , Hatu, Karilepa, Kasepere, Keibu, Kobru, Kõmmaste, Kurkse, Laane, Langa, Määra, Madise , Metslõugu, Pae, Pedase, Suurküla, Vihterpalu, Vilivalla, et Vintse.

## Histoire
Le village de Padise tient son nom de l'abbaye médiévale cistercienne de Padis, dépendant de l'abbaye de Stolpe. Construite au début du XIVe siècle, alors que la région appartenait au Danemark. L'abbaye a été démantelée en 1559.
Le village a été renommé Padise dans les années 1930.

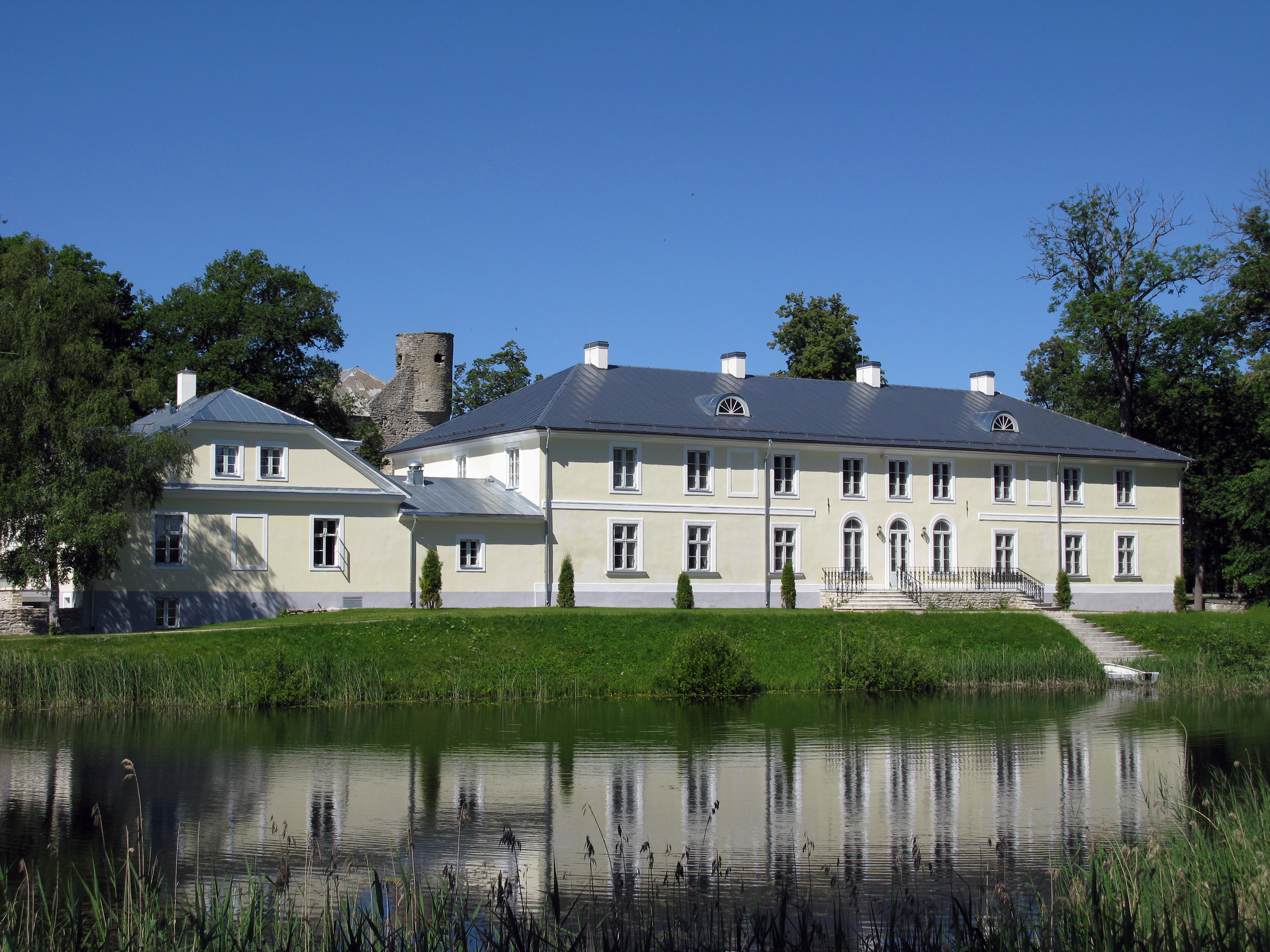
Manoir de Padise